# 短鰭項鰭魚
短鰭項鰭魚，為輻鰭魚綱鱸形目隆頭魚亞目隆頭魚科的其中一種，分布於南非海域，體長可達14.3公分，棲息在沙底質海域，當受驚嚇時會躲入沙中，生活習性不明。

## 擴展閱讀
維基物種上的相關：短鰭項鰭魚